# Casalta
Casalta är en kommun i departementet Haute-Corse på ön Korsika i Frankrike. Kommunen ligger i kantonen Fiumalto-d'Ampugnani som tillhör arrondissementet Corte. År 2022 hade Casalta 52 invånare.

## Befolkningsutveckling
Antalet invånare i kommunen Casalta
Referens:INSEE